# Legio XVI Flavia Firma
Legio sexta decima Flavia Firma ou Legio XVI Flavia Firma ("Décima-sexta legião Flavia Firma") foi uma legião do exército imperial romano criada em 70 por Vespasiano com os legionários remanescentes da XVI Gallica, que se rendeu durante a Revolta dos Batavos e foi desgraçada.
O último registo da atividade desta legião data do final do século IV, quando se encontrava estacionada em Sura, na província da Síria Eufratense, depois de ter estado em Samósata (atualmente na Turquia). O símbolo desta legião era um pégaso, apesar de estudos mais antigos terem assumido que era um leão. Seu lema era "Datum perficiemus munus" ("Missão dada, missão cumprida"), uma alusão à devoção que tinham por Adriano, um lema que é utilizado por diversas forças militares em todo o mundo nos dias atuais.

## História
Ainda durante a Revolta dos Batavos, a nova legião participou sob o comando  de Quinto Petílio Cerial, que fez uso dela com grande astúcia e violência contra os rebeldes, tendo sido elogiado pelo Senado Romano com a citação "Dura lex, sed lex" ("A lei é dura, mas é a lei"). O povo reverenciou a XVI Legio como a "décima-sexta firme de Vespasiano".
Em 117, logo após a morte de Trajano, a XVI Flavia Firma foi mobilizada por Adriano para defender seus interesses, já que havia sido proclamado como o novo imperador tendo que combater um boato de que sua adoção, no leito de morte de Trajano, teria sido uma farsa arquitetada por Plotina, viúva de Trajano. Sendo assim, a ascensão de Adriano ao trono foi seguida pela execução de quatro importantes ex-cônsules, entre eles o Lúsio Quieto, um príncipe mouro e comandante de um contingente de cavalaria no exército romano, todos políticos famosos por terem participado das conquistas militares de Trajano. Estas execuções, ordenadas pelo imperador sem o acordo prévio do Senado, determinaram o ritmo da política imperial subsequente, que foi dirigida no sentido de ampliar a base de apoio para além de Roma, mediante o contato direto do imperador com as elites provinciais, em oposição à velha política de manutenção de Roma como cidade imperial hegemônica.
Após a ascensão de Adriano, a Legio XVI, foi elevada à condição de frumentária, exercendo importante papel na política do imperador e despertando o ódio da Guarda Pretoriana, originalmente criada para a proteção dos imperadores, pois os frumentários, no governo de Adriano, ficaram muito mais importantes. Como gratidão aos serviços prestados, Adriano concedeu terras na Germânia e, em homenagem ao deus Marte, deu à cada legionário o sobrenome "Martire" ("mártir"). Os legionários que chegaram até a aposentadoria puderam fixar residência nessas terras, que hoje correspondem hoje à Baixa Saxônia.
Por volta do ano 395, a legião foi desfeita e incorporada ao Império Romano do Oriente, por ordem de Arcádio.